# Bataille de Barbacoas
Campagne de Pasto
(Guerre d'indépendance de la Colombie)
Batailles
m
- Bomboná
- Cuchilla de Taindala (1)
- Cuchilla de Taindala (2)
- Ibarra
- Alto de Cebollas
- Juanambú
- Tacines
- Barbacoas

La bataille de Barbacoas est un affrontement armé se déroulant le 1er juin 1824 entre les troupes patriotes de Grande Colombie contre les troupes royalistes issues de la ville de San Juan de Pasto. Elle se termine par une victoire des patriotes.

## Contexte
Après de multiples défaites des royalistes, le commandant royaliste de Pasto Agustín Agualongo (es) tente de prendre le port pacifique de Barbacoas.

## Combats
Le 31 mai une tentative est repoussée rapidement et le jour suivant l'assaut final est donné. Le colonel Tomás Cipriano de Mosquera dirige la défense patriote et s'y trouve blessé. 

## Conséquences
La déroute des royalistes est totale et Agualongo s'échappe vers Patía, poursuivi par Mosquera.
Les pastusos perdent durant l'assaut environ 140 hommes entre le 30 mai et le 1erjuin. Au cours de la poursuite, les forces de Mosquera font prisonniers 33 officiers et 150 soldats. Les patriotes perdent de leur côté 13 soldats et ont 18 blessés, dont Mosquera lui-même. Les 33 officiers sont exécutés par ordre de Mosquera sous l'accusation d'être des incendiaires.